# Tirsi
Tirsi (o Tircis o Tirsis) es uno de los nombres estereotipados más comunes de los personajes del arte bucólico y pastoril europeo, especialmente del literario, en prosa pero sobre todo en verso, de los periodos renacentista y barroco (siglos XV a XVII), de donde pasó luego a las otras artes. El censo se complementaría con los nombres de sus colegas Clori (o Chloris), Philis (o Phyllis o Filis), Amarilis, Acis, Galatea, Damón, Lisis, Licori, Amyntas, etc.

## Características
Generalmente se aplica a personajes masculinos, así en La Galatea de Miguel de Cervantes, donde representa al poeta contemporáneo Francisco de Figueroa, que escribió precisamente una égloga titulada Tirsi, pero en Quevedo lo encontramos también aplicado a una dama.
El origen se encuentra en Virgilio, en cuya Égloga VII aparece el pastor Thyrsis, junto con otros que igualmente pasarían a la historia a través de la literatura tardomedieval y renacentista, como Melibeo. Los miembros de las academias renacentistas solían adoptar estos nombres como apodos de grupo. Baltasar de Castiglione compuso una égloga titulada Tirsis en 1506.
Gian Battista Guarini escribió un madrigal cuyo primer verso reza Tirsi morir volea, que devino famosísimo en su tiempo, sin duda por su carácter travieso (describe un orgasmo), tan hábilmente ocultado tras la retórica al uso. No menos de cinco compositores de la época le pusieron música: Giaches de Wert de 1581, Luca Marenzio que lo incluyó en su Primer libro de madrigales a 5 voces, publicado de 1584, Andrea Gabrieli, Camillo Zanotti y Carlo Gesualdo. 
Todavía hoy se interpreta frecuentemente y se encuentra en registros fonográficos. En 1663 apareció una traducción anónima al francés, que comienza Tirsis d’un excez de plaisir y el madrigal de Quevedo Los brazos de Damón y Galatea parece una adaptación muy fiel del mismo.
G. F. Haendel compuso incluso una cantata titulada Clori, Tirsi e Fileno.

## Enlaces externos

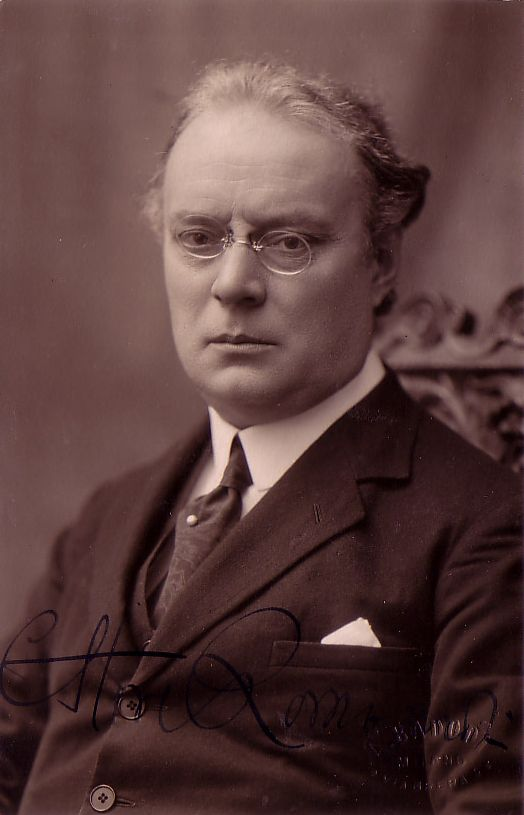
Ettore Romagnoli.